# Jan Jiraský
Jan Jiraský (* 31. srpna 1973 Vysoké Mýto) je český pianista a pedagog.
Absolvoval klavírní hru na pardubické konzervatoři a v roce 2000 vystudoval hru na klavír na Hudební fakultě Janáčkovy akademie múzických umění (JAMU) v Brně pod vedením Aleny Vlasákové. Roku 2005 dokončil na téže fakultě doktorské studium interpretace a teorie interpretace.

## Tvorba
Během studia se stal stipendistou Českého hudebního fondu, který jej vzhledem k mezinárodním soutěžním úspěchům nominoval na prestižní prémiovou listinu mladých interpretů. Ve dvaceti letech natočil debutové CD se skladbami B. Smetany pro vídeňské vydavatelství Musica. Své vzdělání dovršil doktorskou dizertací na téma klavírní dílo Leoše Janáčka. Janáčkovo klavírní dílo také celé natočil, a to dokonce dvakrát – na moderní nástroj i autorův vlastní klavír značky Ehrbar, nacházející se v Janáčkově muzeu (labely ArcoDiva a Radioservis). Za janáčkovskou interpretaci mu byla udělena Prémie Fondu Leoše Janáčka.
Je laureátem mnoha mezinárodních klavírních soutěží (Smetanovská soutěž 1990 – 2.cena, Beethovenův Hradec 1989 – cena za nejlepší provedení Beethovenova díla + 2. cena, Concours International de Noyers 1995 – 1. cena, F.Chopin International Piano Competition Novi Sad 1997 – 1. cena + Cena Yugokoncertu, Karlovy Vary International Piano Competition 1994 – 1. cena a absolutní vítězství, Europäische Chopin Wettbewerb Darmstadt 1996 – Diplom mit Auszeichnung, EBU/Unesco Competition Lisabon 2003 – titul finalisty, 21st Century Art Competiton Kiev 1998 – 1. cena – Grand Prix). Za rok 1999 získal prestižní Cenu Classic Českého hudebního fondu (Akademie klasické hudby) ve dvou kategoriích – Talent a Interpretační výkon.
Jako interpret je známý zejména koncertními sériemi, na kterých provádí kompletní klavírní cykly, jako Bachův Dobře temperovaný klavír, Mozartových 18 klavírních sonát, Chopinovy Etudy, Janáčkovo klavírní dílo či skladby dalších českých autorů. Při studiu skladeb čerpá z historických pramenů a autografů, koncertuje též na historických klavírech. Jako sólista byl hostem většiny předních českých orchestrů i orchestrů zahraničních, široký repertoár klavírních koncertů provedl pod taktovkou významných dirigentů (Ch.Arming, J.Bělohlávek, D.Bostock, A.Ceccato, G.Emilsson, J.Hrůša, M. Košik, T.Koutník, M.Lebel, Ch.Olivieri-Munroe, A.Schwinck, J.Stárek, L.Svárovský, R. Stankovský, J. Štrunc, A.Tali, F.Vajnar, V.Válek, A.Weiser, H.Wolf aj.). Představil se na domácích festivalech (Pražské jaro, Moravský podzim, Mladá Praha, Concentus Moraviae, Janáček Brno, Světová klavírní tvorba (FOK), Janáčkovy Hukvaldy, Smetanova Litomyšl, Dvořákův karlovarský podzim, Beethovenovy dny, MHF Český Krumlov atd.) i v zahraničí (Vídeň, Graz, Saarbrücken, Darmstadt, Apeldoorn, Oristano, Lisabon, Funchal, Vicenza, Peking, Katowice), na poli komorní hudby spolupracoval např. s Janáčkovým kvartetem, Kvartetem Martinů, Kvartetem města Brna, členy Pavel Haas Quartet a Wallingerova kvarteta, pěvci J. Březinou, M. Lehotským, R. Novákem, H. Minutillo, s herci L. Lakomým, R. Lukavským, J. Třískou, J. Potměšilem a mnoha instrumentalisty.
Jan Jiraský se věnuje intenzivně také klavírní pedagogice. Od roku 2000 vyučuje na mezinárodních interpretačních kurzech v ČR, Rakousku, Portugalsku a Itálii, zasedá v soutěžních porotách (Beethovenův Hradec, Smetanovská mezinárodní soutěž, Janáčkova mezinárodní soutěž, Prague junior note, Amadeus, ProBohemia, Gorizia, Lonigo, Peking, Vídeň). V roce 2007 byl jmenován vedoucím katedry klávesových nástrojů Hudební fakulty JAMU.

## Nahrávky
Vydaná sólová CD
- Smetana: Am Seegestade – Rêves – Macbeth und die Hexen (Musica-Vienna)
- 2CD Janáček: Complete Piano Works (ArcoDiva)
- Janáček’s piano 1876 (Radioservis)
- Fibich: Nálady dojmy a upomínky – výběr (Antiphona)
- 2CD Winner of F. Chopin International Piano Competition – Chopin: Sonáta b moll, Polonéza Fantasie, Balada g moll, Polonéza A dur, Etuda Ges dur op.10/5, Beethoven: Sonáta op.31/1, Brahms: Variace na Paganiniho téma op.35, Scarlatti, Rachmaninov, Smetana… (RTS – Novi Sad)
- Soudobá česká orchestrální hudba. Preludia pro klavír a orchestr (Český rozhlas Brno, Klub moravských skladatelů)

Rozhlasové a TV nahrávky a přenosy – výběr
- Martinů: Klavírní koncert č.3 (Filharmonie Brno, dir. Jiří Bělohlávek, ČRo),
- Hummel: Klavírní koncert a moll op.85 (Virtuosi di Praga, ČRo, ČT – notes),
- Mozart: Klavírní koncert C dur K.467 (Filharmonie Brno, dir. Leoš Svárovský, ČRo),
- Chopin: Variace B dur op. 2 na téma La ci darem la mano (Filharmonie Brno, dir. Leoš Svárovský, ČRo),
- Dvořák: Klavírní koncert g moll (MDR, Jenaer Philharmonie, dir. A.S.Weiser),
- Dvořák: Klavírní kvintet A dur (Janáčkovo kvarteto, ČRo),
- Haydn: Sonáta C dur Hob.XVI/50 (ČRo),
- Bach: Dobře temperovaný klavír I. (ČRo, ČT),
- Debussy: Images I/II (ČRo),
- Chopin: Polonéza-Fantazie (ČRo),
- Janáček: 1.X.1905 (TV – Saarlandische Rundfunk),
- Haas: Suita pro klavír op.13 (ČT),
- Smetana: Slavnost českých sedláků (ČT),
- Janáček: Po zarostlém chodníčku (ServusTV – Rakousko),
- Mozart: Klavírní sonáty (Moravská televize),
- Recitál v lisabonském Teatro Nacional Sao Carlos (RDP + přenos 12 evropských rozhlasových stanic)